# 쑹화강 전투
쑹화강 전투(러시아어: Сунгарийская наступательная операция)은 만주 전략공세작전의 일환으로 소련 제2극동전선군의 최전선 공세였다. 1945년 8월 9일부터 1945년 9월 2일까지 진행된 이 작전의 주요 목적은 일본 관동군을 격퇴하는 데 있어 트란스바이칼 전선군과 제1극동전선군의 군대를 지원하는 것이었다. 이 공세로 인해 소련군은 만주의 북부와 북동부 지역을 일본으로부터 완전히 해방시켰다.

## 준비

### 소련
쑹화강 전 제2극동전선군( 막심 푸르카예프 지휘)이 아무르군 소함대(부제독 네온 안토노프 지휘)와 협력하여 수행하였다. 작전 초기에 제2극동전선군은 제2적기군, 제15군 및 제16군, 제5독립소총군단, 제10항공군 및 프리아무르스크 방공군(총 33만 3천 명, 포와 박격포 5,988대, , 전차 917대, 항공기 1,260대)으로 구성되었다. 아무르군 소함대는 병력 12,500명, 선박 126척, 포와 박격포 약 200대, 항공기 68대로 구성되었다.

### 일본
소련군은 다음과 같은 일본군의 반대에 부딪혔다. 쑹화강과 자오헤이 방향으로 관동군 제1전선과 쑹화강 군함대, 치카리아 방향으로 2,130㎞에 달하는 전선에 일본군은 사할리안, 순우, 신산전, 푸진, 순가리, 자오헤이 요새화 지역을 두고 있었다.

## 전투
소련군은 쑹화강을 따라 있는 아무르군 함대 2개 여단과 비킨에서 자오허까지 함대 여단과 협력하여 제15군이 하얼빈을 대대적으로 공격하고, 제5분리소총군단이 보조 타격할 계획이었다. 바오킨과 제2적기군은 시부레이 여단과 블라고베쉬헨스크에서 치치카르까지 함대를 분리했다. 따라서 소련군의 지휘부는 양자군을 와해시키고, 일부를 파괴할 계획이었다. 제16군은 북태평양 함대, 캄차카 방어 지역, 페트로파블롭스크 해군 기지와 함께 타타르스탄 해협의 서쪽 해안, 북사할린과 캄차카를 방어하고, 사할린 남쪽에서 공세를 준비하여 쿠릴 열도에 상륙할 계획이었다.

## 참고

### 참고문헌
- История второй мировой войны 1939—1945. Т. 11. — М., 1980.
- История Великой Отечественной войны Советского Союза. 1941—1945. Т. 5. — М., 1963.
- Финал. 2 изд. — М., 1969.
- Василевский А. М. Дело всей жизни. 4 изд. — М., 1983.
- Освободительная миссия на Востоке. — М., 1976.
- Внотченко Л. Н. Победа на Дальнем Востоке. 2 изд. — М., 1971.
- Кампания Советских Вооружённых Сил на Дальнем Востоке в 1945 г. (Факты и цифры). // Военно-исторический журнал. — 1965. — № 8.
- Цыганков П. Я. Через Амур к Харбину в августе 1945-го. Особенности проведения Сунгарийской наступательной операции. // Военно-исторический журнал. — 2005. — № 8. — С.9-11.
- Рипенко Ю. Б. Особенности применения артиллерии в ходе Маньчжурской стратегической наступательной операции 1945 года. // Военно-исторический журнал. — 2007. — № 9. — С.14-17.